# Annette Lareau
Annette Patricia Lareau (* 28. prosince 1952) je americká socioložka. Je autorkou několika knih zabývajících se především výzkumem rodinného života a vlivu rozdílných sociálních vrstev na něj. Ve svých pracích se především věnuje sociálním vrstvám, rodinným vztahům a propojení rodin s institucemi (především školami). Roku 2014 se stala prezidentkou American Sociological Association (Americké sociologické asociace).  

## Život
Annete Patricia Lareu se narodila v roce 1952. Přes základní a střední školu se dostala na univerzitu Santa Cruz, kde později odpromovala. Následně získala titul Ph.D. v oboru sociologie na Kalifornské univerzitě v Berkeley. Anne svou kariéru započala ve vzdělávacích kruzích a to jako vyučující na Illinoiské univerzitě. Později se vyučování sociologie věnovala na Temple univerzitě v Pensylvánii, kde působila mezi lety 1990 a 2005. Anne Lareau dále za svou kariéru hostovala na několika univerzitách a opět se zde věnovala sociologii.
V letech 2005–2006 se přestěhovala do Kalifornie do městečka Palo Alto za účelem dokončení výzkumu v Centru pro studium chování. V současné době[kdy?] působí na University of Pennsylvania.
Annete Lareu byla a stále je velice aktivní v mnoha organizacích. Mezi nejdůležitější patří Východní sociologická společnost či Americká sociologická asociace.

## Dílo
Nejznámějším a nejvlivnějším dílem Annette Lareau je kniha Unequal Childhoods: Class, Race, and Family Life (volně přeloženo jako Nerovnoměrné dětství: Třídy, rasy a rodinný život) z roku 2003. V tomto sociologickém díle se zaměřuje na to, jakými způsoby se rasa a sociální třída projevují ve výchově dětí v USA. Publikace vychází z jejího intenzivního pozorování a rozsáhlých rozhovorů s rodinami z rozdílných sociálních tříd.  Do svého výzkumu zahrnula 88 černých a bílých dětí a jejich rodiny, které pocházely z vyšších, středních i nejnižších tříd.
Hlavní téma knihy se točí kolem kontrastních způsobů výchovy, které jsou využívané v rodinách s odlišným sociálním zázemím. Kniha jako další téma zkoumá střet rasy a sociální třídy a dokládá, jak afroamerické a bílé rodiny z podobného prostředí mohou vykazovat odlišné rodičovské styly a čelit různým překážkám.
Kniha Nerovnoměrné dětství: Třídy, rasy a rodinný život měla hluboký dopad na pole sociologie, zejména v diskuzích o sociální mobilitě, nerovnosti ve vzdělávání a roli rodinných struktur.
V roce 2011 vyšlo druhé vydání knihy, ke kterému bylo přidáno 100 stran dalších textů.
Je autorkou knih Home Advantage: Social Class and Parental Intervention in Elementary Education (1989) a spolueditorkou Journeys through Ethnography: Realistic Accounts of Fieldwork (1996). 

## Výzkum
Mezi lety 1989–1990 vedla Annette Lareau svůj první výzkum zabývající se pozorováním černošských a bělošských dětí ve třetích třídách základní školy ve městě Lawrenceville. Výzkum probíhal pomocí rozhovorů s rodiči, opatrovníky či zaměstnanci škol zmíněných dětí. O dva roky později, v letech 1992–1993, Lareau získala grant od organizace Spencer Foundation, díky kterému zahájila nový výzkum dětí třetích ročníků základních škol v Lower Richmond. Tento výzkum prováděla za pomoci rozhovorů s rodinami dětí. Do výzkumu bylo zapojeno 88 rodin, ze kterých následně bylo vybráno pouze 12, u kterých docházelo k intenzívním návštěvám a jejich zkoumání. Z tohoto výzkumu následně Lareau čerpala materiál do své knihy Unequal Childhoods (2002).

## Ocenění
Annete Patricia Lareu za svůj život získala několik ocenění. Již její první kniha Home Advantage vyhrála cenu Americké sociologické asociace pro vzdělávání. Toto dílo také vyhrálo cenu AESA, kterou získala od Americké asociace pro vzdělávací studia.
Její další kniha Unequal Childhoods vyhrála cenu za nejlepší knihu v rámci sociologie.
V roce 2004 vyhrála opět cenu Americké sociologické asociace, tentokrát však v oblasti dětských let a mládí.
Lareau byla prezidentkou již několikrát zmíněné Americké sociologické asociace, a to v letech 2013 a 2014.